# Samuel Wallerin
Samuel Wallerin, född 27 september 1685 i Vallerstads församling, död 14 mars 1743 i Normlösa församling, Östergötlands län, var en svensk präst i Normlösa församling.

## Biografi
Samuel Wallerin föddes 27 september 1685 i Vallerstads församling och var son till bonden Jöns Erlandsson och Anna Jönsdotter. Han blev 1712 student vid Uppsala universitet. Wallerin blev 1715 vice kollega vid Skänninge trivialskola. Han prästvigdes 1715 och blev bataljonspredikant vid Östgöta infanteriregemente. Wallerin blev 1716 pastor vid regementet och 5 april 1731 kyrkoherde i Normlösa församling, tillträdde samma år. Wallerin var respondent vid prästmötet 1733. Han avled 14 mars 1743 i Normlösa församling.

### Familj
Wallerin gifte sig 27 juli 1718 med Margaretha Setterström. De fick tillsammans barnen Anna Maria Walleria (född 1720) som gifte sig med komminister J. Lindblad i Haurida församling, Margareta Catharina Walleria (1722–1767), sekreterare Daniel Wallerin (1724–1770) vid tullverket i Stockholm och Helena Christina Walleria (1727–1799) som gifte sig med kronobefallningsmannen Daniel Hallin.